# Batalla de Fort Ligonier
La Batalla de Fort Ligonier  va ser un enfrontament militar de 1758, part de la Guerra Franco-índia.
Després que les forces britàniques fallessin en la presa de Fort Duquesne, els francesos i els seus aliats indis van atacar Fort Ligonier, que encara es trobava en construcció. Els anglesos en un principi van perdre posicions, però més tard la força principal va contraatacar i va expulsar a la coalició franco-indígena després de dues hores de combat.